# Kwasy arsynowe
Kwasy arsynowe – grupa związków chemicznych będących kwasami arsenu, w której skład wchodzą kwas arsynowy – H
2AsO(OH) – i jego arsenoorganiczne pochodne o wzorze ogólnym R
2AsO(OH), np. kwas kakodylowy (kwas dimetyloarsynowy). Sole i estry kwasów arsynowych to arsyniany.